# ハーコン・シグルザルソン
ハーコン・シグルザルソン（古ノルド語: Hákon Sigurðarson）またはホーコン・シグルツソン（ノルウェー語: Håkon Sigurdsson）（935年頃 - 995年）は、975年 - 995年頃のノルウェーの最高統治者。〈権勢ある〉ともあだ名された。ハーコン侯（ハーコン大公）。息子はエイリーク・ハーコナルソン。
ハーコン・シグルズソン、ホーコン・シーグルドソン・ラーデヤール；ヤルル・ハーコン、ヤール・ホーコンともカナ表記される。

## 経歴
ハーコンは、ラーデ侯シグルズ・ハーコナルソンの息子であった。10世紀のノルウェーの〈剽窃詩人〉エイヴィンドは、その詩『ハーレイギャタル』において、彼が仕えていたハーコンが、オーディンの息子セーミングの神聖な血統につながる家系だと謡っている。
父が961年にハラルド灰衣王の一味に殺害されたあと、ハーコンはヤールになった。
ハーコンはしばらくの間ハラルド灰衣王と戦い、その後デンマーク王ハーラル青歯王の元に逃れざるを得なくなった。デンマークでは、ハラルド灰衣王と対立していたハーラル青歯王に協力した。

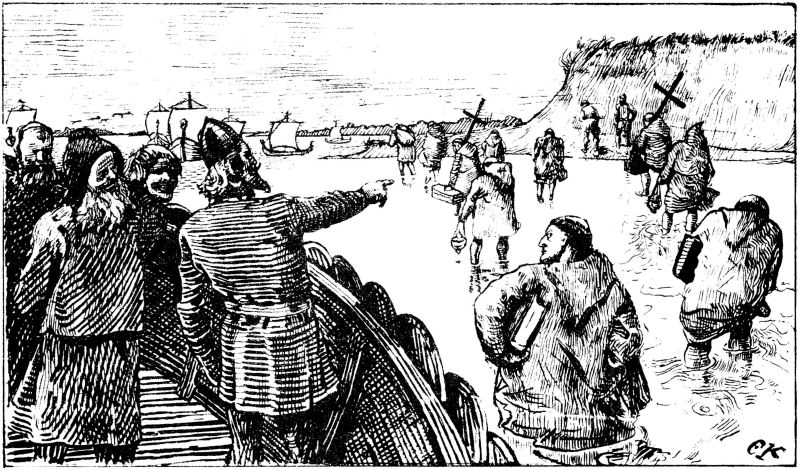
ハーコンがデンマークにいたとき、ハーラル青歯王は彼に洗礼を受けることを強制し、キリスト教を広めるためにノルウェーに向かう聖職者達を彼に任せた。出発するのによい風がハーコンを迎えに来たとき、彼は聖職者たちに陸に戻るよう命じた。

ハラルド灰衣王は970年に殺害された。この後に、ハーコンは候に封じられ、ハーラル青歯王の封臣としてノルウェーを統治した。封地においてハーコンは統治権を完全に認められており、独立した統治者であった。ハーラル青歯王のため、ハーコンはヨータランドを攻撃し、そこの支配者のヤール・オッタルを殺害した。
ハーコンは、古い北欧の神々の断固たる信奉者であった。そして、ハーラル青歯王が975年頃にハーコンをキリスト教徒にしようとしたとき、ハーコンはこれを拒みデンマークとの決別を決意した。
986年のヒョルンガヴァーグの戦いの際には、デンマーク王スヴェン双叉髭王の依頼を受けた、首領シグヴァルディが率いるヨームのヴァイキングがノルウェーに侵攻してきたため、ハーコンは息子のエイリークと共にこれを迎え撃った。当初はノルウェー側が劣勢であったが、ハーコンが息子のエルリングを守護女神たちに生贄として捧げたところ、雹の嵐が起こり、ヴァイキング達は撤収した。ハーコンは数十人のヴァイキングを捕らえて処刑した。戦いはハーコン側の勝利となった。
やがてハーコンは、若い女性を支配地域の各地から集めては夜を共に過ごして帰宅させるなど、性的に不道徳な行動をみせるようになった。そのため農民たちの怒りや反感を買っていったとされている。このことについてヘルマン・パウルソンは、キリスト教徒である人々が異教徒であるハーコンを悪役に仕立てるため創作したエピソードと考えている。
995年、ハラルド美髪王の子孫として現れたオーラヴ・トリュッグヴァソンを担いだトロンデラーグの人々と、ハーコンとの間に争いが起こった。ハーコンはたちまちすべての支持者を失い、メルフスのリムル農場にある豚小屋の中に隠れていた間に、彼自身の奴隷であり友人であるカルクによって殺された。ハーコンの2人の息子、エイリークとスヴェイン、そして数人の仲間が、スウェーデンの王オーロフの元に逃れた。
なお、『ハルフレズのサガ』によれば、詩人のハルフレズは侯のために賛歌 (ドラーパ) をつくったことがある。ハーコンはこの詩を非常に喜び、ハルフレズにすばらしい斧を贈り、彼を冬の間に自分の元に滞在させている。

## 補注
1. ↑  Haakon II Sigurdsson Jarlとも。
2. ↑  父称形。
3. ↑  ヤールは「侯」。
4. ↑  シグルズ侯、または「ヤール・シグルズ。歴史上、ラーデ（英語版）の館の領主（古ノルド語では「フラジル Hlaðir」の領主）は、旧トロントヘイム（現今のトロンハイムではなくトロンデラーグ地区にあたる）の統治者だった。
5. ↑  女神たちの名は、ソルゲルズ・ヘルガブルーズとイルパ（英語版）（トルゲルドとイルパ）。
6. ↑  ブロート（英語版）。
7. ↑  こうした超常現象の記述は、『ヨームのヴァイキングのサガ（英語版）』によるが、守護女神はさらに指から矢を発射して攻撃した[10]。
8. ↑  「領主権」(droit de seigneur)、いわゆる「初夜権」の行使をした[14]。